# 瑞穗區
瑞穗區（日语：／ Mizuho ku */?）為位於日本愛知縣名古屋市中部的區。

## 歷史
在令制國時代時本地屬於尾張國愛知郡，17世紀進入江戶時代後，大部分區域都成為尾張藩的領地，19世紀末明治維新實施廢藩置縣後改隸屬名古屋縣，在1872年的第一次府縣整併後繼續隸屬新整併而成的名古屋縣，而名古屋縣在四個月後更名為愛知縣。
1878年名古屋城下的區域設立為名古屋區，名古屋區在1889年成為名古屋市，而現在的瑞穗區在當時仍未屬於名古屋市，而是分屬呼續村、瑞穗村、彌富村，1906年這三個行政區劃合併為新設立的呼續町，並在1921年被併入名古屋市，最初被劃入南區，直到1937年名古屋市重新調整轄內各區，本區域被劃入新設立的熱田區及昭和區，1944年又從兩區中劃出，新設立為瑞穗區。

## 交通

### 鐵路
- 東海旅客鐵道
  - 東海道本線：（←名古屋市南區） - （通過轄區但未設置車站） - （名古屋市熱田區→）
- 名古屋鐵道
  - 名古屋本線：（←名古屋市南區） - 神宮前車站 - 堀田車站 - （名古屋市熱田區→）
- 名古屋市營地下鐵
  - 名城線：（←名古屋市天白區） - 綜合復健中心車站 - 瑞穗運動場東車站 - 新瑞橋車站 - 妙音通車站 - 堀田車站 - （名古屋市熱田區→）
  - 櫻通線：（←名古屋市昭和區） -  櫻山車站 - 瑞穗區役所車站 - 瑞穗運動場西車站 - 新瑞橋車站 - （名古屋市南區）

## 外部連結
- （日語） 名古屋市瑞穂区役所的Facebook專頁
- （日語） 名古屋市瑞穂区役所的X（前Twitter）